# 印度洋鱗鯒
印度洋鱗鯒，為輻鰭魚綱鮋形目牛尾魚科的其中一種。分布於印度西太平洋區，包括泰國及塞席爾群島等海域，屬底棲性魚類，體長可達6.2公分，喜砂泥質海底。